# Sidsel Siem Koch
Sidsel Siem Koch, född den 16 maj 1986 i Ålborg, är en dansk skådespelare.
Sidsel Siem Koch har bland annat medverkat i dansk-nederländska filmen Speak No Evil där hon spelade Louise, en av filmens huvudroller. Hon har även medverkat i serien Kodnamn Storfurstinnan där hon spelade huvudrollen som Jutta Graae.

## Filmografi (i urval)
- 2022 – Borgen (TV-serie)
- 2022 – Speak No Evil
- 2024 – Kodnamn Storfurstinnan (TV-serie)
- 2026 – Greenland: Migration